# Nairo Quintana
Nairo Alexander Quintana Rojas (født 4. februar 1990, Boyaca, Colombia) er en professionel colombiansk cykelrytter, der kører for Movistar Team. Han er bjergrytter, men til forskel fra de fleste andre colombianske cykelryttere kører han også en udmærket enkeltstart. Han cyklede sig direkte ind i verdenseliten i 2013, hvor han blev nr. 2 i det franske etapeløb, Tour de France, og vandt samtidig også både bjerg- og Ungdomstrøjen.
Som bondesøn, voksede Quintana op under vanskelige økonomiske vilkår.[kilde mangler] I en alder af 15 år,[kilde mangler] blev de økonomiske trængsler for meget for hans far, Luis, og han købte en cykel til Quintana, da han ikke længere havde penge nok til at sende sønnen i skole med bus.[kilde mangler]
Der var ikke tradition for at cykle i Quintanas familie, og han var derfor ikke klar over, hvor hård den daglige tur til skole i virkeligheden var. Men eftersom grupper af amatørryttere brugte stigningen til at træne, besluttede Nairo sig en dag for at prøve at følge med dem, for at se, hvor godt han kunne matche dem. "De begyndte at accelerere og accelerere og de kunne ikke køre fra mig, så da jeg kom hjem, og fortalte min far om det, blev han meget glad. Han købte min første racercykel til mig og derefter begyndte vi at deltage i lokale cykelløb".
- "Jeg er født og opvokset i 2.800 meters højde, det giver mig en fordel i den her sport, det er det bedste sted i verden at træne".

## Sæsonen 2013
I 2013 vandt Quintana 3. etape af Volta a Catalunya, og den følgende måned, vandt han kongeetapen i etapeløbet Baskerlandet Rundt på den sidste stigning i Eibar - Arrate , med to sekunder ned til en gruppe af seks forfølgere.[kilde mangler] Quintana overtog 1. pladsen i den samlede stilling, i den sidste enkeltstart, ved at opnå en 2. plads efter Tony Martin (etixxx-Quick Step).[kilde mangler]
I Tour de France angreb Quintana på Col de Pailheres på 8. etape, og blev den første rytter til at krydse det højeste bjerg det år.[kilde mangler] Han blev senere overhalet på næstsidste stigning af løbets favorit Chris Froome. Quintana tog dog føringen i ungdomskonkurrencen,[kilde mangler] og modtog også prisen som den mest angrebsivrige rytter.[kilde mangler] På 15. etape til Mont Ventoux, angreb Quintana tidligt og kun Froome i den gule førertrøje var i stand til at følge ham,[kilde mangler] og kørte fra Quintana på de sidste to kilometer af stigningen,[kilde mangler] efter, at de ellers havde kørt op af meget af den sammen.[kilde mangler] Efter 15. etape, var Quintana på en samlet 6. plads i klassementet. 
På 18. etape var det første gang at rytterne skulle bestige, det berømte bjerg Alpe d'Huez to gange.[kilde mangler] Quintana sluttede som nummer 4 og rykkede op på en 3. plads i den samlede stilling i hans første Tour de France.[kilde mangler] På 20. etape, forsvarede han ikke kun sin 3. plads, men angreb også Froome, og kørte denne gang fra ham på de sidste kilometer af opstigningen til Annecy - Semnoz, og vandt etapen foran Joaquim Rodríguez og Chris Froome,[kilde mangler] og sikrede sig derved også den samlede andenplads i løbet, hvor han også sluttede "Touren".[kilde mangler] Han vandt i samme løb bjergtrøjen[kilde mangler] og ungdomstrøjen.[kilde mangler] Andenpladsen i det samlede klassement var det bedste resultat for en colombiansk eller latinamerikansk rytter i Tour de France nogensinde,[kilde mangler] og samtidig den første Tour de France debutant til at slutte på podiet, siden Jan Ullrich i 1996.[kilde mangler] Efter Tour de France, vandt Quintana efterfølgende Vuelta a Burgos, og blev også vinder af 5. etape i løbet, efter at have sat Vincenzo Nibali på den sidste stigning.[kilde mangler]

## Sejre
| År   | Løb                   |  | Sted      | Placering     |
| ---- | --------------------- |  | --------- | ------------- |
| 2010 | Tour de L'Avenir      |  | Frankrig  | Vinder        |
| 2012 | Route du Sud          |  | Frankrig  | Vinder        |
| 2012 | Giro dell'Emilia      |  | Italien   | Vinder        |
| 2012 | Critérium du Dauphiné |  | Frankrig  | 6. Etape      |
| 2012 | Vuelta A Murcia       |  | Spanien   | Vinder        |
| 2013 | Baskerlandet Rundt    |  | Spanien   | Vinder        |
| 2013 | Vuelta A Burgos       |  | Spanien   | Vinder        |
| 2013 | Tour de France        |  | Frankrig  | 20. Etape     |
| 2013 | Tour de France        |  | Frankrig  | 2. plads      |
| 2013 | Tour de France        |  | Frankrig  | Bjergtrøjen   |
| 2013 | Tour de France        |  | Frankrig  | Ungdomstrøjen |
| 2014 | Tour De San Luis      |  | Argentina | Vinder        |
| 2014 | Tour De San Luis      |  | Argentina | Bjergtrøjen   |
| 2014 | Tour De San Luis      |  | Argentina | 4. Etape      |
| 2014 | Giro d'Italia         |  | Italien   | 16. Etape     |
| 2014 | Giro d'Italia         |  | Italien   | 19. Etape     |
| 2014 | Giro d'Italia         |  | Italien   | Ungdomstrøjen |
| 2014 | Giro d'Italia         |  | Italien   | Vinder        |
| 2016 | Vuelta a España       |  | Spanien   | Vinder        |
| 2018 | Tour de France        |  | Frankrig  | 17. Etape     |